# Arondismentul Limoux
Arondismentul Limoux (în franceză Arrondissement de Limoux) este un arondisment din departamentul Aude, regiunea Languedoc-Roussillon, Franța.

## Subdiviziuni

### Cantoane
- Cantonul Alaigne
- Cantonul Axat
- Cantonul Belcaire
- Cantonul Chalabre
- Cantonul Couiza
- Cantonul Limoux
- Cantonul Quillan
- Cantonul Saint-Hilaire

### Comune
| 1. Ajac (11003)                        | 2. Alaigne (11004)                     | 3. Alet-les-Bains (11008)                | 4. Antugnac (11010)                                |
| 5. Arques (11015)                      | 6. Artigues (11017)                    | 7. Aunat (11019)                         | 8. Axat (11021)                                    |
| 9. Belcaire (11028)                    | 10. Belcastel-et-Buc (11029)           | 11. Belfort-sur-Rebenty (11031)          | 12. Bellegarde-du-Razès (11032)                    |
| 13. Belvianes-et-Cavirac (11035)       | 14. Belvis (11036)                     | 15. Belvèze-du-Razès (11034)             | 16. Bessède-de-Sault (11038)                       |
| 17. La Bezole (11039)                  | 18. Bourigeole (11046)                 | 19. Bouriège (11045)                     | 20. Le Bousquet (11047)                            |
| 21. Brenac (11050)                     | 22. Brugairolles (11053)               | 23. Brézilhac (11051)                    | 24. Bugarach (11055)                               |
| 25. Cailhau (11058)                    | 26. Cailhavel (11059)                  | 27. Cailla (11060)                       | 28. Cambieure (11061)                              |
| 29. Campagna-de-Sault (11062)          | 30. Campagne-sur-Aude (11063)          | 31. Camps-sur-l'Agly (11065)             | 32. Camurac (11066)                                |
| 33. Cassaignes (11073)                 | 34. Castelreng (11078)                 | 35. Caudeval (11080)                     | 36. Caunette-sur-Lauquet (11082)                   |
| 37. Chalabre (11091)                   | 38. Le Clat (11093)                    | 39. Clermont-sur-Lauquet (11094)         | 40. Comus (11096)                                  |
| 41. Conilhac-de-la-Montagne (11097)    | 42. Corbières (11100)                  | 43. Coudons (11101)                      | 44. Couiza (11103)                                 |
| 45. Counozouls (11104)                 | 46. Cournanel (11105)                  | 47. Courtauly (11107)                    | 48. La Courtète (11108)                            |
| 49. Coustaussa (11109)                 | 50. Cubières-sur-Cinoble (11112)       | 51. Cépie (11090)                        | 52. La Digne-d'Amont (11119)                       |
| 53. La Digne-d'Aval (11120)            | 54. Donazac (11121)                    | 55. Escouloubre (11127)                  | 56. Escueillens-et-Saint-Just-de-Bélengard (11128) |
| 57. Espezel (11130)                    | 58. Espéraza (11129)                   | 59. Fa (11131)                           | 60. La Fajolle (11135)                             |
| 61. Fenouillet-du-Razès (11139)        | 62. Ferran (11141)                     | 63. Festes-et-Saint-André (11142)        | 64. Fontanès-de-Sault (11147)                      |
| 65. Fourtou (11155)                    | 66. Gaja-et-Villedieu (11158)          | 67. Galinagues (11160)                   | 68. Gardie (11161)                                 |
| 69. Gincla (11163)                     | 70. Ginoles (11165)                    | 71. Gramazie (11167)                     | 72. Granès (11168)                                 |
| 73. Greffeil (11169)                   | 74. Gueytes-et-Labastide (11171)       | 75. Hounoux (11173)                      | 76. Joucou (11177)                                 |
| 77. Ladern-sur-Lauquet (11183)         | 78. Lasserre-de-Prouille (11193)       | 79. Lauraguel (11197)                    | 80. Lignairolles (11204)                           |
| 81. Limoux (11206)                     | 82. Loupia (11207)                     | 83. Luc-sur-Aude (11209)                 | 84. Magrie (11211)                                 |
| 85. Malras (11214)                     | 86. Malviès (11216)                    | 87. Marsa (11219)                        | 88. Mazerolles-du-Razès (11228)                    |
| 89. Mazuby (11229)                     | 90. Missègre (11235)                   | 91. Montazels (11240)                    | 92. Montfort-sur-Boulzane (11244)                  |
| 93. Montgradail (11246)                | 94. Monthaut (11247)                   | 95. Montjardin (11249)                   | 96. Mérial (11230)                                 |
| 97. Niort-de-Sault (11265)             | 98. Nébias (11263)                     | 99. Pauligne (11274)                     | 100. Peyrefitte-du-Razès (11282)                   |
| 101. Peyrolles (11287)                 | 102. Pieusse (11289)                   | 103. Pomas (11293)                       | 104. Pomy (11294)                                  |
| 105. Lapradelle-Puilaurens (11302)     | 106. Puivert (11303)                   | 107. Quillan (11304)                     | 108. Quirbajou (11306)                             |
| 109. Rennes-le-Château (11309)         | 110. Rennes-les-Bains (11310)          | 111. Rivel (11316)                       | 112. Rodome (11317)                                |
| 113. Roquefeuil (11320)                | 114. Roquefort-de-Sault (11321)        | 115. Roquetaillade (11323)               | 116. Routier (11328)                               |
| 117. Rouvenac (11329)                  | 118. Saint-Benoît (11333)              | 119. Saint-Couat-du-Razès (11338)        | 120. Saint-Ferriol (11341)                         |
| 121. Saint-Hilaire (11344)             | 122. Saint-Jean-de-Paracol (11346)     | 123. Saint-Julia-de-Bec (11347)          | 124. Saint-Just-et-le-Bézu (11350)                 |
| 125. Saint-Louis-et-Parahou (11352)    | 126. Saint-Martin-Lys (11358)          | 127. Saint-Martin-de-Villereglan (11355) | 128. Saint-Polycarpe (11364)                       |
| 129. Sainte-Colombe-sur-Guette (11335) | 130. Sainte-Colombe-sur-l'Hers (11336) | 131. Salvezines (11373)                  | 132. Seignalens (11375)                            |
| 133. La Serpent (11376)                | 134. Serres (11377)                    | 135. Sonnac-sur-l'Hers (11380)           | 136. Sougraigne (11381)                            |
| 137. Terroles (11389)                  | 138. Tourreilles (11394)               | 139. Tréziers (11400)                    | 140. Valmigère (11402)                             |
| 141. Verzeille (11408)                 | 142. Villar-Saint-Anselme (11415)      | 143. Villardebelle (11412)               | 144. Villarzel-du-Razès (11417)                    |
| 145. Villebazy (11420)                 | 146. Villefloure (11423)               | 147. Villefort (11424)                   | 148. Villelongue-d'Aude (11427)                    |
| 149. Véraza (11406)                    |                                        |                                          |                                                    |